# Ça mousse
Singles de Superbus
Travel the World Addictions
Pistes de Wow
Jenn je t’aime Bad Boy Killer
Ça mousse est le quatrième et dernier single extrait de l’album Wow (2006) du groupe Superbus. Il est diffusé en radio à partir de début mars 2008.

## Historique
Il a été édité en single promotionnel 3 titres avec la version originale, une version live et une version acoustique.
Le clip vidéo, diffusé à partir du 5 mars 2008 et réalisé par les Spe6men et Damien Raclot, est composé d’images du DVD Live à Paris (en couleurs), de l’enregistrement en studio des acoustiques (traité en noir et blanc) et enfin des images captées par le groupe lui-même (vues du public, moments de complicité en coulisses…).